# Xerobion brutii
Xerobion brutii är en insektsart. Xerobion brutii ingår i släktet Xerobion och familjen långrörsbladlöss. Inga underarter finns listade i Catalogue of Life.